# Pumpkin Scissors
 (février 2015).
Si vous disposez d'ouvrages ou d'articles de référence ou si vous connaissez des sites web de qualité traitant du thème abordé ici, merci de compléter l'article en donnant les références utiles à sa vérifiabilité et en les liant à la section « Notes et références ».
Pumpkin Scissors (パンプキン・シザーズ, Panpukin shizāzu) est un manga écrit et dessiné par Ryōtarō Iwanaga. Il est prépublié à partir de 2002 dans le magazine Magazine GREAT, puis transféré dans le magazine Monthly Shōnen Magazine, et est compilé en vingt-trois tomes au 4 mars 2021.
Une adaptation en anime de 24 épisodes par les studios Gonzo est diffusée initialement entre octobre 2006 et mars 2007 sur Tokyo MX.

## Synopsis
L'histoire se passe dans un pays imaginaire qui ressemble à l'Allemagne de l'entre-deux guerres. À noter que dans cette histoire les communications sans fil et les armes automatiques n'ont pas encore été inventées. Les armes semi-automatiques commencent tout juste à apparaître et ne sont pas encore très répandues. Un cessez-le-feu a mis fin à un long conflit entre l'Empire (où se déroule l'action) et la République de Frost. Trois ans plus tard, l'Empire ne s'en est pas encore remis. La famine, la maladie et les anciens soldats devenus bandits ravagent encore le pays. Pour porter secours à la population, l'armée impériale a créé une section spécialisée : la Section Spéciale III également appelée "Pumpkin Scissors" (ciseaux à citrouilles). Ce surnom devenu emblème a été inventé par l'un des officiers de l'unité : le sous-lieutenant Alice L. Malvin, qui dirige les opérations sur le terrain. Selon elle, s'occuper du secours de guerre signifie affronter des personnages qui se protègent derrière le mensonge, l'argent, la corruption et le pouvoir et beaucoup d'autres choses encore comme la citrouille se protège derrière des couches successives d'écorce. La mission de la Section III est justement de couper ces couches d'écorce pour délivrer la justice. Considéré par certains comme un gaspillage de ressources ou un simple instrument de propagande, la Section III n'en continue pas moins de faire son devoir en assistant la reconstruction du pays. Mais l'existence de ses membres va changer du tout au tout lorsqu'un soldat au passé mystérieux du nom de Randel Oland va rejoindre leurs rangs...

## Explications
- Si vous ne connaissez pas le sujet, laissez ce bandeau (vous pouvez alors contacter les auteurs).
- Si vous supprimez le contenu mis en cause (vous pouvez préalablement contacter les auteurs),

argumentez précisément cette suppression dans la page de discussion
(un manque de référence n'est pas un argument ; une recherche réelle de référence doit avoir été effectuée, être formellement documentée).
Pendant la guerre ont eu lieu dans l'Empire des expériences illégales sur des êtres humains, en totale violation des traités internationaux. Le but de ces expériences était de créer de nouvelles armes, mais également de nouvelles catégories de soldats.
Les résultats de ces expériences les « Invisible 9 », un ensemble d'unités spéciales dont le numéro commence par le chiffre 9 ce qui est normalement interdit dans l'Empire.
Dans l'anime et le manga on découvre les unités suivantes :
- La 901 - ATT (Anti-Tank Trooper)

aussi appelée "Gespenst Jäger" (signifie "Fantôme Chasseurs").
Ce sont des surhommes sans peur qui affrontent leur cible au corps à corps. On notera un "chant" qui revient à plusieurs reprises sur eux:
"A vous ils viennent se présenter, dans la lueur bleue des feux follets, à bout portant une balle unique sera tirée: Ainsi approche la 901 - A.T.T."
Ils sont équipés
D'une lanterne (dessinée comme celles des contrôleurs de train allemand de 39-45 mais avec un clapet).
Elle est gravée au nom de l'unité (901 - A.T.T.) produit un éclairage d'un bleu blanchâtre plutôt malsain qui dégage des volutes de fumée de la même couleur. Quand il allume cette lampe, le soldat passe dans un état de transe. Il marchera alors, ignorant toute blessure ou douleur, jusqu'à faire du corps à corps avec sa cible puis l'éliminera d'un tir unique.
D'un Pistolet 13mm (Il n'existe aucun équivalent existant).
Ce pistolet, aussi appelé "Door Knocker", est un revolver à un coup de calibre 13mm chargés de balles blindées.
Ce revolver surpuissant et particulièrement lourd a été créé par le Professeur Colt pour que l'infanterie puisse combattre un tank, et il porte bien son nom.
Le Door Knocker (Heurtoir de porte) dispose d'une puissance de feu pouvant traverser le blindage d'un char mais pour ce faire il demande que son utilisateur soit à une distance nulle du véhicule, forçant donc son utilisateur à foncer jusqu'au tank, pointer le canon de son arme sur le blindage puis tirer l'unique projectile de l'arme sur un des membres d'équipage du char.
D'une paire de tenailles (on note qu'elles sont dans une sacoche dans le dos du soldat).
Pas grand-chose à dire sur elle car elle n'apparait qu'une seule fois, elle devait servir à attaquer les chenilles ou le joint de la tourelle du char et éventuellement d'arme de corps à corps. D'après ce que l'on en voit, elle doit peser dans les 15 kg à 20 kg et ouverte doit pouvoir couper une tête.
- La 903-CTT (Chemical Tactics Trooper)

aussi appelés Krankheit Jäger (signifiant Maladie Chasseur).
Cette unité était spécialisée dans l'utilisation de produits chimiques (gaz, acide,...) et donc se battait à l'aide de tank spéciaux à munitions non conventionnelles (on note par exemple le gaz Kirsch 3 et des obus à l'acide).
- La 906-FTT pour Falling Tactics Trooper (surnom : Fallschirm Jäger signifiant Chasseur en Parachute). Unité parachutiste
- La 908-HTT pour High Temperature Trooper (surnom : Kalt Schmied Jäger signifiant Froid Forgeur Chasseur).

Cette unité spéciale était armée de lance-flamme et d'armures particulièrement épaisses et résistantes. Leurs armures n'arrivaient jamais à les protéger de la puissance de leur lance-flamme qui détruisait leurs corps aussi les ingénieurs mirent dans la combinaison un liquide anesthésiant et conservateur, leur affirmant que c'était un liquide protecteur, pour que les soldats ignorent leurs blessures mais dès qu'ils sortaient de leur combinaison ils mourraient. Les survivants décidèrent de ne jamais retirer la combinaison pour survivre et ne vivent plus qu'enfermés dans leur scaphandre ; de plus il semblerait que le liquide donne une impression de froid intense, faisant qu'ils se sentent mieux quand ils font usage de leurs armes.

## Personnages

### Personnages principaux
Capitaine Hunks
Le capitaine Hunks est l'officier commandant la Section 3. Il se charge principalement des tâches administratives. C'est un homme âgé, calme et posé. Derrière son apparence détendue se cache un esprit brillant. Il sera le premier à entrevoir l'existence d'un plan compliqué derrière les missions apparemment sans grand rapport confiées à la Section III.
Sous-Lieutenant Alice L. Malvin
Principal personnage féminin, le sous-lieutenant Alice L. Malvin est le commandant en second de la section 3 et son officier de terrain. Issue d'une famille noble de l'Empire, elle entre à l'Académie Militaire. Le cessez-le-feu est annoncé en plein milieu de la cérémonie de fin d'études, ce qui fait qu'elle ne connaîtra pas la guerre. Mais son caractère bouillant et sa tendance à foncer mettront quelquefois sa vie et celle de ses subordonnés en danger. Cette tendance s'explique car elle croit profondément à l'importance de la mission de la Section III. Elle possède une curieuse aptitude : elle ressent des frissons sur la nuque lorsque quelque chose de très bon ou de très mal va arriver.
Contrairement à ses subordonnés qui utilisent des armes à feu, elle combat avec une courte épée sur laquelle sont gravées les armoiries de sa famille. En certaines occasions, néanmoins, elle se sert avec une redoutable efficacité d'une longue épée de cavalerie à double tranchant appelée Mahne.
Elle a un très profond sens du devoir et de la justice et tente de se conformer à la tradition militaire de sa famille, au grand désespoir de son père et de ses deux sœurs qui souhaiteraient qu'elle ait un comportement plus féminin. Elle est pour l'instant l'héritière de la tête de famille mais perdra sans s'en plaindre ce titre lorsque son jeune frère sera parvenu à l'âge requis.
Alice est fiancée avec un noble, Leonid Taylor, qui apparemment partage ses idéaux. Mais il existe apparemment des sentiments entre elle et Randel Oland.
Adjudant-chef Machs
Sorti premier de sa promotion, ce jeune homme enthousiaste, fin et de taille modeste à tout d'abord été affecté à la Section Spéciale I. Mais l'attitude arrogante de son chef l'a incité à rejoindre le Section III, dont le travail lui convient mieux. Prudent, il est en quelque sorte la voix de la raison sur le terrain.
Adjudant-chef Oreld
Ami d'enfance de Machs, Oreld est plus grand et plus robuste que lui. Bel homme, il se définit lui-même et se comporte comme un homme à femmes. Malgré son apparence détendue, il est plein de ressources et très bon observateur.
Sergent-chef Lili Stecchin
Le membre le plus ancien de la section. On sait très peu de choses de son passé, excepté qu'elle faisait partie d'un orchestre dans sa précédente affectation. Elle fait fonction d'aide pour le Capitaine Hunks et s'occupe également de Mercury.
Caporal Randel Oland
Principal personnage masculin, Randel est un ancien soldat de l'unité "901-Anti Tank Trooper" (ou ATT), surnommée Gespenst Jäger, qui rejoindra la « SS III, Unité d'aide et secours aux victimes de la guerre » ou « Pumpkin Scissors ». Randel Oland, malgré son passé de soldat dans l'unité d'élite, est resté un homme doux et timide, il craint beaucoup la douleur et les combats qu'il tente d'éviter. Son corps est impressionnant à la fois par sa taille (2 m à 2,10 m), sa musculature et ses cicatrices.
Mercury
Le chien-messager de l'unité. Il a la fâcheuse tendance à mordre les têtes des gens. Cette mauvaise habitude lui a valu d'être dégradé de caporal à soldat de première classe. Il est très rapide, très fiable et très sensible aux émotions qui affectent les autres membres de la Section. Il est très affectueux et très gentil mais, quand les circonstances l'exigent, il devient un vrai chien-soldat capable de désarmer un ennemi. Il ressemble à un labrador.

### Personnages secondaires
Major Connery
Le major Connery est le commandant de la Section Spéciale I, redoutable unité spécialisée dans le renseignement mais également capable de mener des opérations d'assaut. On pourrait le qualifier d'antithèse du capitaine Hunks : il est grand, maigre, sec et très discipliné. Il a tendance à foncer sans trop se poser de questions, aussi le capitaine Hunks est-il obligé de l'éclairer régulièrement sur ce qui se trame dans l'ombre. Il se plaint régulièrement que la Section III interfère avec ses opérations, mais finit la plupart du temps par laisser faire.
Lieutenant Webner
Le lieutenant Webner est une femme, grande est résolue. Elle est chargée du développement technologique au sein de l'armée.

## Liste des épisodes
Les 24 épisodes de l'anime couvrent les cinq premiers volumes du manga et une partie du sixième, avec quelques altérations.